# 12622 Doppelmayr
12622 Doppelmayr là một tiểu hành tinh vành đai chính với chu kỳ quỹ đạo là 1566.4460980 ngày (4.29 năm).
Nó được phát hiện ngày 24 tháng 9 năm 1960.